# Ryan Potter
Ryan Potter (Portland, 12 settembre 1995) è un attore e doppiatore statunitense.
È noto soprattutto per aver prestato la voce a Hiro Hamada, protagonista del film d'animazione della Disney Big Hero 6 e della serie animata Big Hero 6 - La serie; e per aver interpretato Mike Fukanaga nella serie Super Ninja (2011-2013). Ha anche doppiato Hiro Hamada nel film d'animazione Big Hero 6 (2014), la serie animata Big Hero 6 - La serie (2017–2021) e la serie Disney+ Baymax! (2022). Potter interpreta anche il giovane supereroe Beast Boy nella serie televisiva su HBO Max Titans (2018–2023).

## Filmografia

### Attore

#### Cinema
- Senior Project, regia di Nadine Truong (2014)
- Underdog Kids, regia di Phillip Rhee (2015)
- Running for Grace, regia di David L. Cunningham (2018)

#### Televisione
- Fred: The Show – serie TV, 2 episodi (2012)
- Super Ninja – serie TV, 39 episodi (2011-2013)
- Lab Rats: Elite force – serie TV, 2 episodi (2016)
- Titans – serie TV, 40 episodi  (2018-2023)

### Doppiatore

#### Cinema
- Big Hero 6, regia di Don Hall e Chris Williams (2014)
- Dragon Nest - Il trono degli elfi (Throne of Elves) (2017)

#### Televisione
- Big Hero 6 - La serie (Big Hero 6: The Series) - serie animata, 56 episodi (2017-2021) - voce di Baymax
- Jurassic World - Nuove avventure (Jurassic World Camp Cretaceous) – serie animata, 47 episodi (2020-2022) - voce di Kenji Kon
- Baymax! – miniserie TV, 6 episodi (2022) - voce di Baymax

#### Videogiochi
- Disney Infinity 2.0: Marvel Super Heroes (2014)
- Kingdom Hearts III (2019)

## Doppiatori italiani
Nelle versioni in italiano delle opere in cui ha recitato, Ryan Potter è stato doppiato da:
- Jacopo Calatroni in Super Ninja
- Luca Mannocci in Lab Rats: Elite Force
- Stefano Broccoletti in Titans

Da doppiatore, è stato sostituito da:
- Arturo Valli in Big Hero 6, Big Hero 6 - La serie, Baymax
- Federico Campaiola in Jurassic World - Nuove avventure